# Soda sữa hột gà
Soda sữa hột gà là một thức uống có nguồn gốc ở miền Nam Việt Nam. Đây là đồ uống ngọt được làm từ lòng đỏ trứng gà, sữa đặc có đường và nước soda. Có nhiều biến thể của thức uống này, được làm từ các loại trứng khác nhau nhưng được sử dụng phổ biến nhất là trứng cút. Vì nước ngọt câu lạc bộ có tính axit, thêm chất này vào lòng đỏ trứng sẽ làm protein đông lại. Kết cấu của đồ uống có thể được mô tả giống như sữa trứng.
Loại thức uống này thường được bán tại các siêu thị Việt Nam, hoặc các chợ châu Á khác và được đóng trong lon. Nó cũng có thể được tìm thấy mới làm tại một số nhà hàng Việt Nam. Thức uống cũng có thể được gọi là ""Soda Egg Milk" ("Soda trứng sữa") trong tiếng Anh tại các nhà hàng như vậy.